# Musée de l'aéronautique de Plovdiv

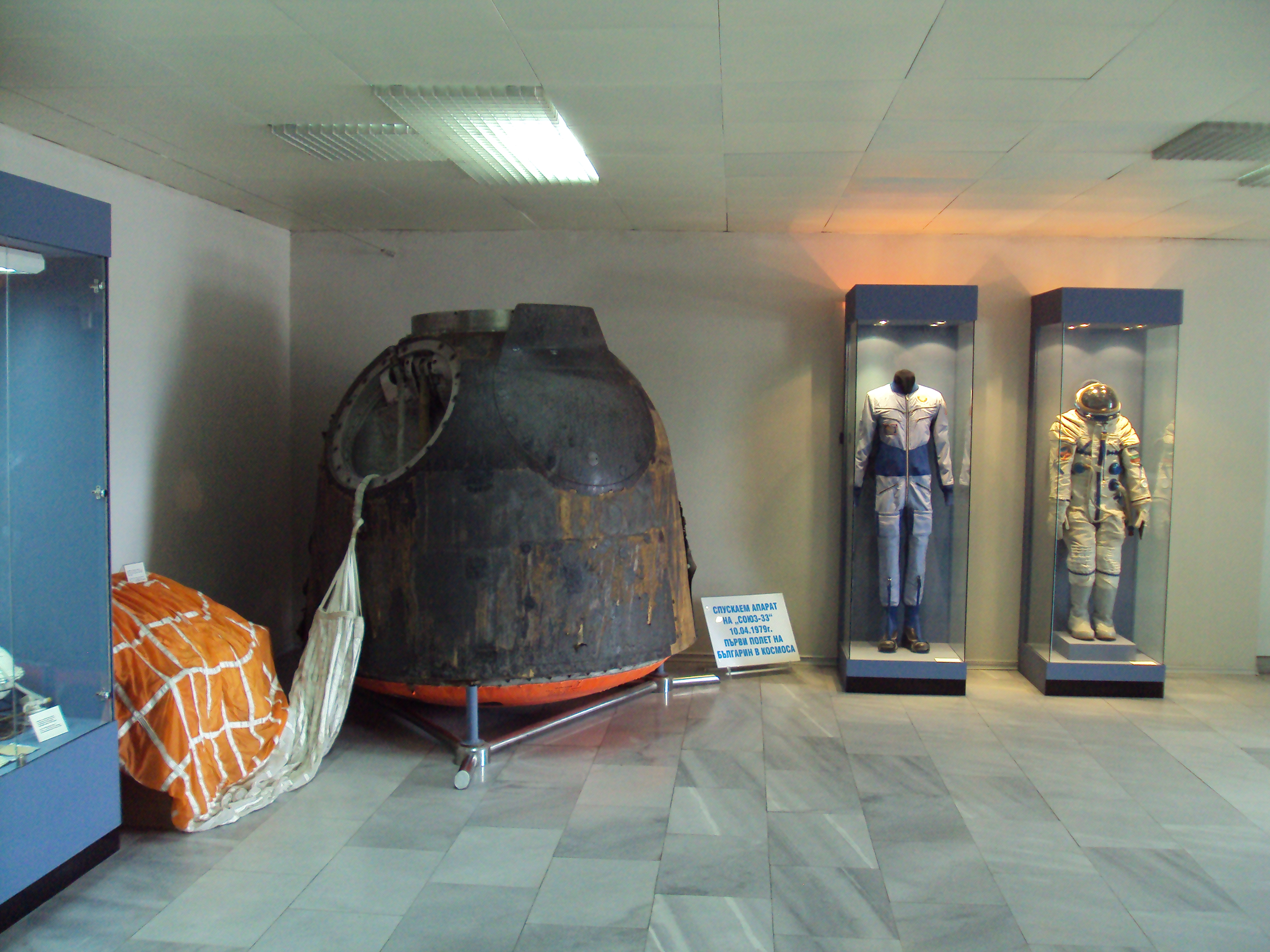
Salle du musée consacrée à la conquête de l'espace

Le Musée de l'aéronautique de Plovdiv est un musée bulgare consacré à l'histoire aéronautique du pays, ouvert le 21 septembre 1991, situé sur l'aéroport de Plovdiv, dans le village de Kroumovo.
Il expose tous les appareils en service depuis 1945 dans la force aérienne bulgare ou dans la DOSO, organisme paramilitaire calqué sur le DOSAAF soviétique. Environ 6 800 objets et 65 machines volantes sont exposés au sein des collections du musée : avions, hélicoptères, planeurs.
Parmi ses collections se trouvent deux aéronefs remarquables :
- L'avion le plus ancien est un Arado Ar 196 cédé par le Troisième Reich à la Bulgarie pendant la Seconde Guerre mondiale. Une douzaine de ces appareils furent utilisés comme avion de patrouille maritime sur la Mer Noire à partir du port de Varna. C'est le seul avion du musée portant les cocardes en vigueur de 1944 à 1948[1].
- Le seul avion de production nationale exposé[2], en deux exemplaires, est l'avion d'entraînement Lazarov Laz-7M (ou ZAK-1) dans sa version à moteur soviétique Shvetsov M-11FR[1].

Tous les autres avions exposés sont de fabrication soviétique ou des pays du pacte de Varsovie.

## Aéronefs exposés
Dans l'ordre alphabétique :
- Aero L-29 Delfin (Code OTAN : Maya)
- Antonov An-2M (Code OTAN : Colt)
- Antonov An-14 (Code OTAN : Clod)
- Arado Ar 196 A-3 : Cet appareil porte sur les flotteurs l'inscription Akoula (requin)[2], rappelant le nom de l'unité qui mettait en œuvre ces avions. Il était auparavant exposé au musée naval de Varna[1].
- Iliouchine Il-28R (Code OTAN : Beagle) : ce bombardier biréacteur biplace apparut en 1948 et connut une très longue carrière. Il équipa l'aviation de bombardement et de reconnaissance bulgare.
- Kamov Ka-26 (Code OTAN : Hoodlum-A)
- Let L-200 Morava : cet avion léger est de fabrication tchèque.
- Lissounov Li-2 (Code OTAN : Cab) : cet avion de transport, copie soviétique du Douglas DC-3 américain, est exposé aux couleurs de la compagnie aérienne Aeroflot.
- MiG-15 UTI (Code OTAN : Midget) : Curieusement, il n'y a pas au musée de MiG-15 monoplace, mais seulement le MiG-15UTI d'entraînement, utilisé en Bulgarie de 1951 jusqu'au début des années 1980.
- MiG-17 (Code OTAN : Fresco-A)
- MiG-17F (Code OTAN : Fresco-C) : le MiG-17 fut en service en Bulgarie de 1953 à 1938. Il est ici exposé en trois exemplaires : MiG-17 de base, MiG17PF, et MiG-17PF avec radar.
- MiG-17PF (Code OTAN : Fresco-D)
- MiG-19S (Code OTAN : Farmer-C) : cet avion, dont la carrière dura de 1957 à 1977, est présenté dans les trois versions qui furent utilisées, MiG-19S, P et PM.
- MiG-19P (Code OTAN : Farmer-D)
- MiG-21F-13 (Code OTAN : Fishbed-C) : cet avion est également montré en trois versions : F-13, PFM et US biplace.
- MiG-21PFM (Code OTAN : Fishbed-F)
- MiG-21US (Code OTAN : Mongol-B)
- Mil Mi-1 (Code OTAN : Haru)
- Mil Mi-4 (code OTAN : Hound-A) : de nombreux autres exemplaires de cet hélicoptère sont préservés sur la base d'hélicoptères voisine. Un Mil Mi-2 et un Mil Mi-14 y sont également préservés.
- Polikarpov Po-2 (code OTAN : Mule)
- PZM 101/Yakovlev Yak-12 Gawron (code OTAN : Creek-C) : le PZM 101 est un Yakovlev Yak-12 fabriqué sous licence en Bulgarie. Cet avion provient de la DOSO.
- Yakovlev Yak-11 (code OTAN : Moose)
- Yakovlev Yak-23 (code OTAN : Flora) : ce chasseur a été mis en service en Bulgarie en avril 1951[1].
- Yakovlev Yak-50 : avion de voltige aérienne.
- Yakovlev Yak-52
- ZAK-1 / Lazarov Laz-7M (2 exemplaires)[2]
- Zlín Z-37 Čmelák.